# Salsuginea ramicola
Salsuginea ramicola är en svampart som beskrevs av K.D. Hyde 1991. Salsuginea ramicola ingår i släktet Salsuginea, klassen Dothideomycetes, divisionen sporsäcksvampar och riket svampar.   Inga underarter finns listade i Catalogue of Life.